# گاسبسنی
گاسبسنی (به انگلیسی: Gasbasni) یک منطقهٔ مسکونی در پاکستان است که در خیبر پختونخوا واقع شده‌است.